# Triumph Sprint ST
La Triumph Sprint ST è una  moto da turismo sportivo prodotta nel Regno Unito dal 1999 dalla Triumph dotata di motore a 4 tempi tre cilindri in linea, telaio in alluminio e un forcellone posteriore monobraccio.

## Progetto e sviluppo

### Motorizzazione 955 cc  (T596)
La Sprint ST è stata lanciata nel 1999 come una riprogettazione completa della precedente Sprint 900 (1993-1998) progettata da Rod Scivyer. Ha usato il motore da 955 cc tre cilindri in linea simile a quello adottato dalle contemporanee Speed Triple e Daytona, solo leggermente modificato per ottenere una più fluida erogazione di potenza. La potenza dichiarata era 97 CV (72 kW), successivamente aumentata a 105 CV (78 kW).

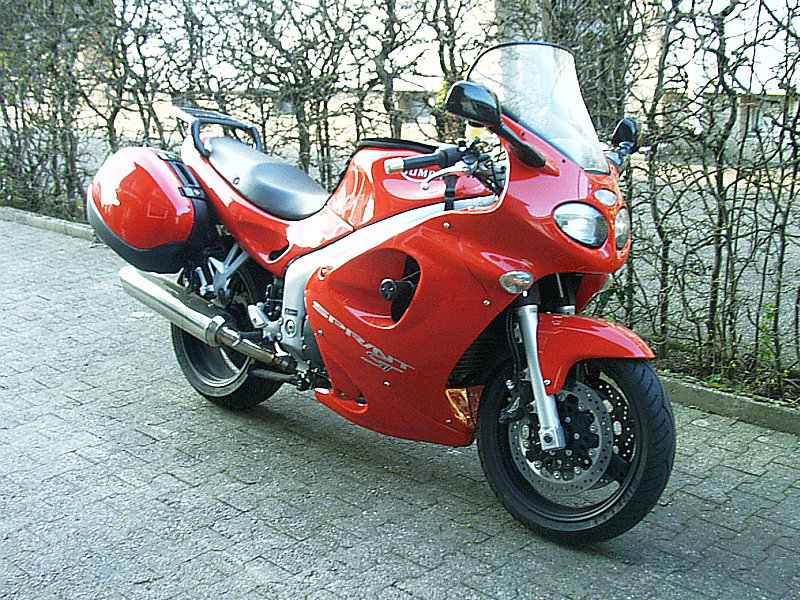
Sprint ST 955

L'aspetto del modello è rimasto per lo più invariato dalla sua introduzione nel 1999. Un aggiornamento del motore con l'assistenza di Lotus nel 2002 ha aumentato la potenza fino a 120 CV (88 kW) a 9100 giri al minuto e 100 Nm di coppia a 5100 giri al minuto da un motore più leggero (207 kg a secco).

### Motorizzazione 1.050 cc
Nel 2005, Triumph ha introdotto una nuova Sprint ST basata sullo stesso motore a tre cilindri in linea, ma con un nuovo sistema di iniezione del carburante e con una corsa più lunga, per arrivare ad una cilindrata di 1.050 cc. La potenza è stata aumentata a 123 CV  (90 kW) a 9250 giri, con una coppia di 104 Nm a 5000 giri. Il telaio della 1050 ST è stato ridisegnato per avere un interasse più corto, il quadro strumenti è stato modernizzato con un computer di bordo, i tubi di scarico a tre terminali sono stati nascosti sotto il sedile, il gruppo ottico è stato completamente riprogettato e sono stati aggiunti i fanali posteriori a LED. Inoltre, è stata resa disponibile una vasta gamma di accessori, tra cui i supporti per le borse laterali e l'ABS.

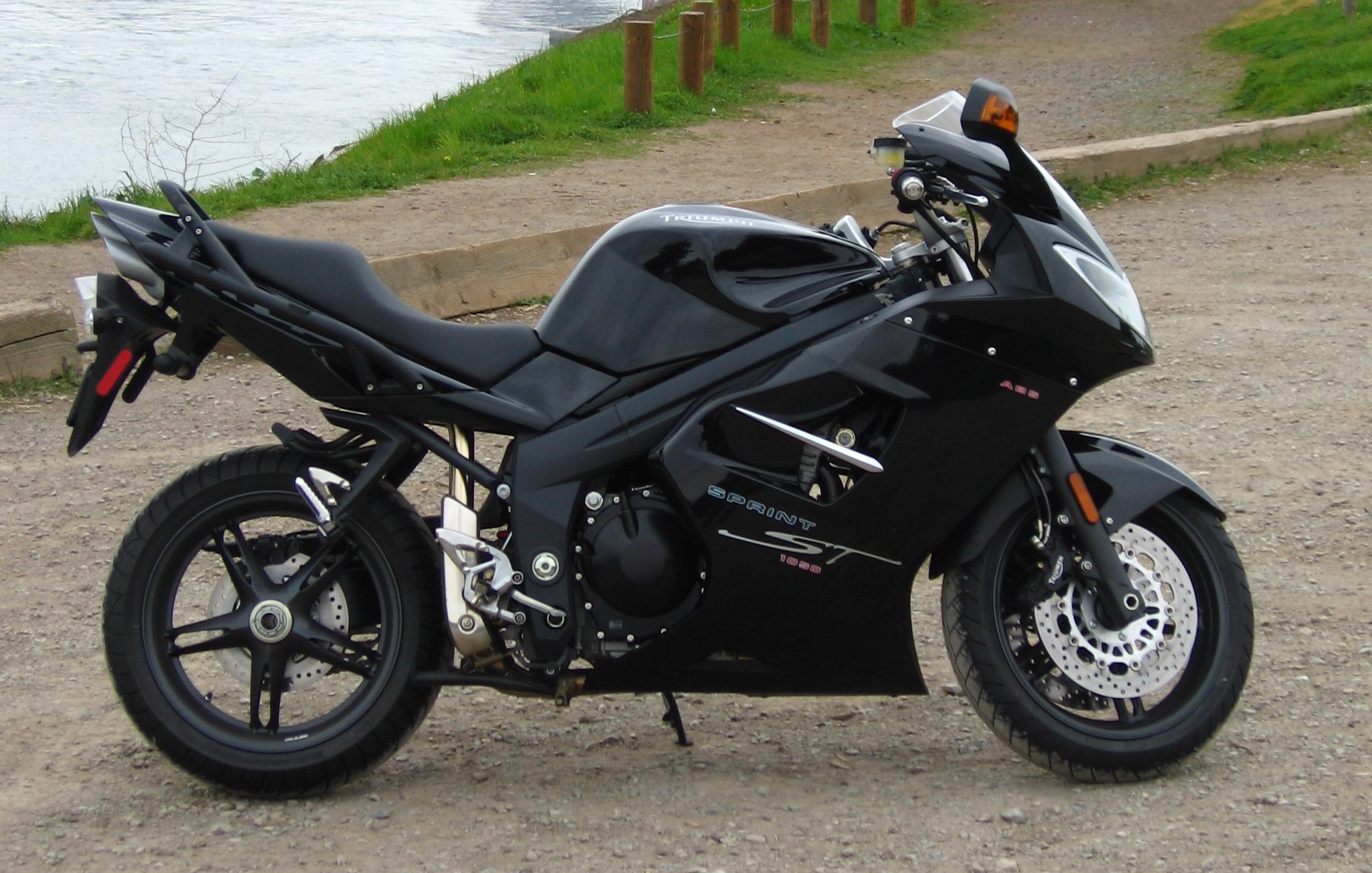
Sprint ST 1.050

Il modello è rimasto invariato fino a quando fu sostituito dalla Sprint GT nel 2010. Alcune modifiche sono state apportate nel 2007 (borse laterali in tinta, manubrio rialzato e un miglioramento del parabrezza) e nel 2008 il serbatoio originale a materiale misto è stato sostituito da un serbatoio di acciaio della stessa dimensione e forma per consentire l'uso di borse da serbatoio magnetiche. Sempre nel 2008, sono stati introdotti un nuovo design dei fari e nuove pedane (con gomma più resistente).

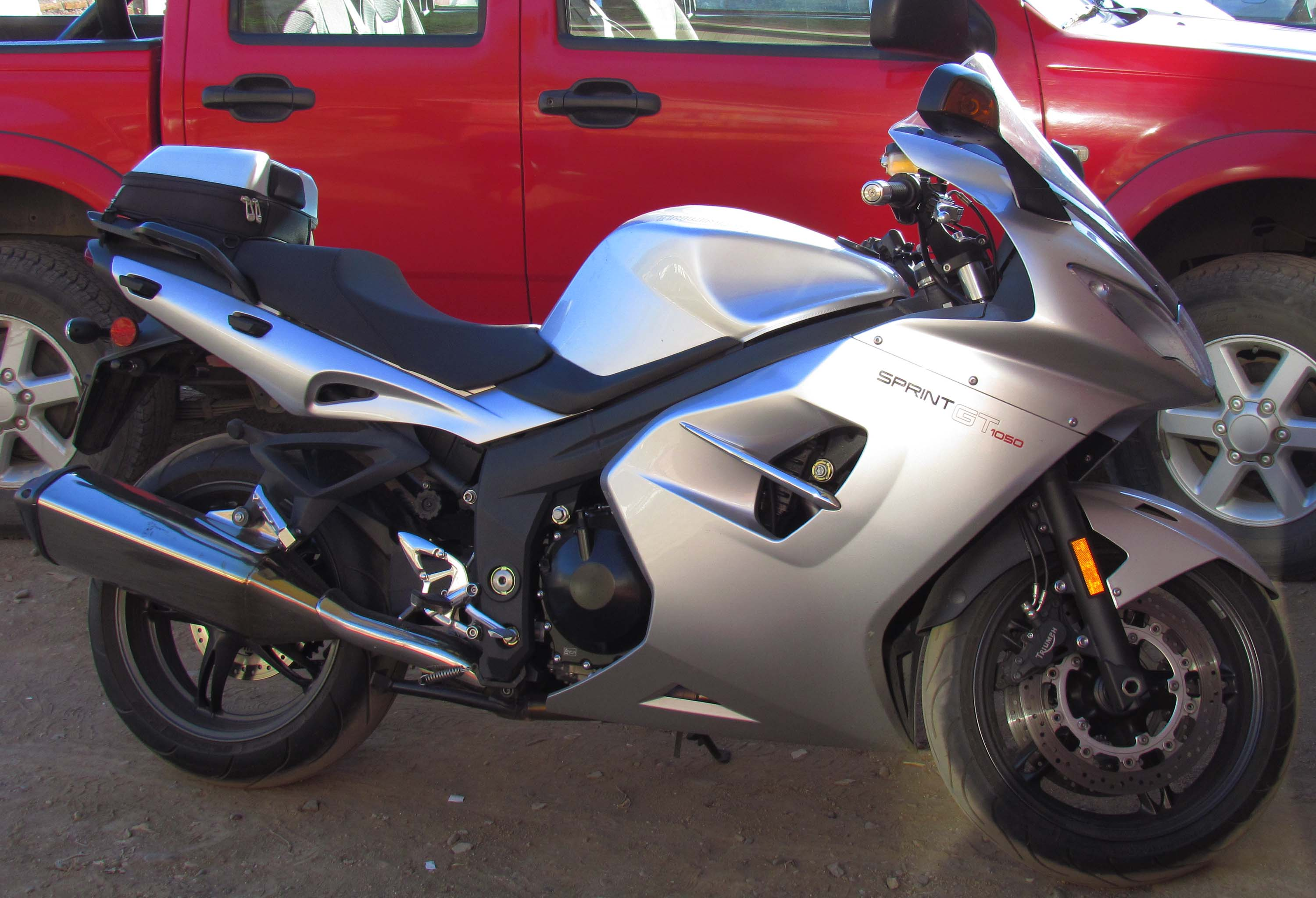
Triumph Sprint GT 1050

Nel 2010 è stata lanciata la Triumph Sprint GT (Gran Turismo), con una versione rivista del motore Triple 1050, caratterizzata da un po' 'più di potenza (128 CV a 9200 giri) e di coppia (108 Nm a 6300 giri). La coppia massima si raggiunge tuttavia a regimi significativamente più elevati rispetto a prima. I cambiamenti di potenza sono il risultato dell'uso di una elettronica migliorata, dell'eliminazione degli scarichi sottosella caratteristici della 1050 ST in favore di uno scarico 3-in-1 laterale e di una presa a corpo farfallato migliorata. La marcia più alta è stata allungata del 7% rispetto alla ST, consentendo di mantenere la velocità di crociera in modo più rilassato: per viaggiare a 110 chilometri all'ora basta infatti un regime del motore di poco più di 4.000 giri al minuto. Il telaio della GT è leggermente più lungo della ST, con una lunghezza complessiva di 2.260 mm (la ST era lunga 2.114mm) e un passo di 1.537mm. I componenti delle sospensioni sono stati modificati: sia la forcella anteriore che la sospensione posteriore sono Showa. Queste modifiche aggiungono poco più di 7 kg al peso della moto, che arriva a 265 kg a secco. La GT ha mantenuto il design dei proiettori della ST del 2008 e comprende nella dotazione standard l'ABS che era opzionale sulla ST 1050. Il telaio più lungo ha permesso di riposizionare le pedane del passeggero e di rimodellare la sella per essere più comoda per il passeggero. L'adozione di un nuovo disegno delle borse rigide le ha rese significativamente più grandi di quelle disponibili sulla ST 1050 (31 litri per lato contro i 22 litri per lato sul ST 1050).
A parte alcune modifiche minori, il modello non è cambiato dal 2010.

## Critica
La rivista Due Ruote ha scritto della Sprint ST 1050: "Fin dai primi metri di guida, su qualsiasi tipo di percorso, ha colpito per l'ottimo bilanciamento ciclistico e la bontà del suo tre cilindri. Il suo comportamento in curva è piacevolmente neutro: la fase di inserimento avviene in maniera veloce ma mai imprevedibile, ciò anche grazie al solido avantreno che trasmette sensazioni genuine al pilota. A moto inclinata il lavoro delle sospensioni è sempre coerente e la taratura di compromesso offre una grande stabilità anche quando il fondo non si presenta perfettamente liscio. In uscita poi il trasferimento di carico è solo modesto - soprattutto se rapportato alla spinta che può esercitare il tre cilindri – a tutto vantaggio della precisione direzionale. Il motore completa un quadro lusinghiero: è capace di una progressione vigorosa e lineare fin dai 3.000 giri, che si accompagna a una tonalità di scarico unica, e solo l'intervento del limitatore interviene a segnalare che è il momento del cambio marcia"